# Emergency (album de Kool and the Gang)
Pour les articles homonymes, voir Emergency.
Albums de Kool and the Gang
In the Heart
(1983) Forever
(1986)
Singles
1. Misled
Sortie : 2 novembre 1984
2. Fresh
Sortie : 24 novembre 1984
3. Cherish
Sortie : 29 avril 1985
4. Emergency
Sortie : août 1985

Emergency est le seizième album studio du groupe de disco Kool and the Gang, sorti le 15 novembre 1984.
Il est devenu l'album le plus vendu de la carrière du groupe, ayant été certifié double disque de platine aux États-Unis, disque de platine au Canada et disque d'argent au Royaume-Uni,,. C'est le dernier album du groupe sorti chez De-Lite Records, label qui sera remplacé par Mercury Records en 1985.
Quatre singles sont extraits de l'album, qui se sont tous classés dans le top 20 du Billboard Hot 100 américain, dont Misled, Emergency et les plus grands succès de l'album, Fresh et Cherish, ce dernier s'est vendu à un million d'exemplaires et s'est classé à la deuxième place du hit-parade Hot 100 américain.

## Liste des titres
| 1. | Emergency | - George Brown - James Taylor - Kool & the Gang | 5:20 |
| 2. | Fresh     | - Taylor - Kool & the Gang                      | 4:26 |
| 3. | Misled    | - Ronald Bell - Taylor - Kool & the Gang        | 5:00 |
| 4. | Cherish   | - Ronald Bell - Taylor - Kool & the Gang        | 4:50 |

| 5. | Surrender       | - Curtis Williams - Taylor - Kool & the Gang | 5:04 |
| 6. | Bad Woman       | - Brown - Taylor - Kool & the Gang           | 5:41 |
| 7. | You Are the One | - Williams - Taylor - Kool & the Gang        | 7:02 |

## Personnel
Kool & The Gang
- James "J.T." Taylor – chant, chœurs
- Curtis "Fitz" Williams – claviers Yamaha DX1, Yamaha DX7, Oberheim OB-Xa, Oberheim OB-8, Oberheim Xpander, Roland Juno-60
- Ronald Bell – Oberheim OB-8, saxophone ténor, chœurs
- Claydes Charles Smith – guitares
- Robert "Kool" Bell – guitare basse
- George "Funky" Brown – batterie
- Dennis "Dee Tee" Thomas – saxophone alto
- Clifford Adams – trombone, chœurs additionnels (1)
- Robert "Spike" Mickens – trompette
- Michael Ray – trompette

Musiciens complémentaires
- Rick Iantosca – guitares (1-3, 5, 6)
- Kendal Stubbs – guitare basse (3), chœurs
- Jimmy Maelen – percussion
- Starleana Young – chœurs

## Classements et certifications
| Classement (1984–86)                 | Meilleure position |
| ------------------------------------ | ------------------ |
| Allemagne de l'Ouest (Media Control) | 26                 |
| Australie (Kent Music Report)        | 45                 |
| Autriche (Ö3 Austria Top 40)         | 23                 |
| Canada (RPM 100 Albums)              | 24                 |
| États-Unis (Billboard 200)           | 13                 |
| États-Unis (Top Black Albums)        | 3                  |
| Nouvelle-Zélande (RIANZ)             | 41                 |
| Pays-Bas (Mega Album Top 100)        | 13                 |
| Royaume-Uni (UK Albums Chart)        | 47                 |
| Suisse (Schweizer Hitparade)         | 10                 |

| Classement (1985)                    | Position |
| ------------------------------------ | -------- |
| Allemagne de l'Ouest (Media Control) | 51       |
| Canada (RPM 100 Albums)              | 75       |
| États-Unis (Billboard 200)           | 12       |
| États-Unis (Top Black Albums)        | 1        |
| Pays-Bas (Album Top 100)             | 69       |

### Certifications
| Région                                | Certification | Ventes/Streams |
| ------------------------------------- | ------------- | -------------- |
| Canada (Music Canada)                 | Platine       | 100 000^       |
| États-Unis (RIAA)                     | 2 × Platine   | 2 000 000^     |
| Royaume-Uni (BPI)                     | Argent        | 60 000^        |
| ^Mise en rayon selon la certification |               |                |